# Midway Games
Midway Games (ehemals Bally Midway) war ein US-amerikanischer Entwickler von Computerspielen mit Sitz in Chicago, Illinois. Bekanntheit erlangte Midway durch Spiele wie Defender, Joust, Robotron: 2084, Spy Hunter, Tron, Mortal Kombat und NBA Jam.

## Geschichte
Midway wurde im Jahr 1976 als Abteilung von Bally, einem Unternehmen im Bereich Spiele und Casinos, gegründet. Frühe Erfolge verzeichnete Midway in den USA durch den Vertrieb der inzwischen zu Klassikern gewordenen Spiele Space Invaders und Pac-Man. Der Flipperautomatenhersteller Williams kaufte Midway 1988 auf.
Bekanntheit erlangte Midway durch Spiele wie Defender, Joust, Robotron: 2084, Spy Hunter, Tron, Mortal Kombat und NBA Jam. Zwischenzeitlich verzeichnete Midway jedoch Verluste und hatte nur wenige erfolgreiche Spiele vorzuweisen.
Im März 1996 erwarb WMS von Time Warner den Spieleentwickler und Spezialisten für Arcadespiele, Time Warner Interactive, besser bekannt als Atari Games. Das Unternehmen wurde dem Geschäftsbereich Midway Games zugeordnet. Im Oktober 1996 wurde Midway Games von WMS an die Börse gebracht, 1998 veräußerte WMS die letzten verbliebenen Anteile. Im selben Jahr änderte Midway den Namen seines Studios Atari Games zu Midway Games West, veröffentlichte jedoch noch bis 2000 weitere Automaten unter dem alten Namen. 2001 gab Midway die Entwicklung von Arcadespielen auf. Im Jahr 2003 wurde Midway Games West geschlossen.
Ebenfalls 2003 holte der Publisher die bekannten id-Software-Mitbegründer John Romero und Tom Hall als Projektleiter an Bord. Zudem war bis 2007 Alexander Brandon Audio Director bei Midway Games, wo er an einer Vielzahl von Spiele-Soundtracks mitarbeitete. Im Dezember 2008 verkaufte Investor Sumner Redstone seinen 87-prozentigen Aktienanteil an den Privatinvestor Mark Thomas für 100.000 US-Dollar. Gleichzeitig wurden vom neuen Investor Thomas Verbindlichkeiten in Höhe von 70 Millionen US-Dollar übernommen.
Am 12. Februar 2009 erklärte Midway seine Zahlungsunfähigkeit und beantragte Gläubigerschutz nach Chapter 11 des US-Insolvenzrechts. Zuvor konnte kein neuer Kreditgeber gefunden werden, der die Außenstände von etwa 150 Millionen US-Dollar begleichen konnte. Die Unternehmenswerte wurden zum Verkauf angeboten. Am 22. Mai 2009 wurde bekannt, dass Time Warner über seine Tochter Warner Bros. die Spielemarke und einige Entwicklerstudios kaufen wolle. Bei der Versteigerung am 29. Juni 2009 blieb Warner Bros. der einzige Interessent, der Verkauf wurde am 10. Juli 2009 abgeschlossen. Warner erwarb das Mortal-Kombat-Entwicklerteam in Chicago und das Studio Surreal Software, sowie die Spielemarken Blitz: The League, Joust, Mortal Kombat, Spy Hunter, The Suffering und Wheelman.

## Auswahl entwickelter/verlegter Spiele
- A.P.B
- Arch Rivals
- Blacksite Area 51
- Burgertime
- Championship Sprint
- Clowns
- Cruis’n USA
- Dr. Muto
- Gauntlet: Dark Legacy
- Gauntlet Legends
- Gun Fight (Bally/Midway, 1975)
- Hour of Victory
- Joust
- Killer Instinct
- L.A. Rush
- Mortal-Kombat-Reihe
- Ms. Pac-Man
- NBA Jam
- NBA Hangtime
- Rampage
- Rampage World Tour
- Revolution X (1994)
- Rise & Fall: Civilizations at War
- San Francisco Rush
- Shadow Hearts
- Shadow Hearts: Covenant
- Spy Hunter
- Strike Force
- Super Sprint
- Tapper
- The Suffering
- The Suffering: Ties That Bind
- TNA Impact
- Tron
- Unreal Tournament 3
- Wacko
- Wargods
- Wizard of Wor
- World Driver Championship (1999) Nintendo 64
- Xenophobe
- Xybots
- John Woo presents Stranglehold